# 悉尼 (緬因州)
悉尼（英語：Sidney）是一個位於美國緬因州肯納貝克縣的市鎮。

## 人口
根據2020年美國人口普查的數據，悉尼的面積為117.87平方千米，當中陸地面積為109.43平方千米，而水域面積為8.44平方千米。當地共有人口4645人，而人口密度為每平方千米39人。